# Parigi-Roubaix 1973
La Parigi-Roubaix 1973, settantunesima edizione della corsa, fu disputata il 15 aprile 1973, per un percorso totale di 272 km. Fu vinta dal belga Eddy Merckx, giunto al traguardo con il tempo di 7h28'43" alla media di 36,370 km/h davanti ai connazionali Walter Godefroot e Roger Rosiers.
Presero il via da Compiègne 138 ciclisti, 35 di essi tagliarono il traguardo a Roubaix.

## Ordine d'arrivo (Top 10)
| Pos. | Corridore           | Squadra     | Tempo    |
| ---- | ------------------- | ----------- | -------- |
| 1    | Eddy Merckx         | Molteni     | 7h28'43  |
| 2    | Walter Godefroot    | Flandria    | a 2'20"  |
| 3    | Roger Rosiers       | Bic         | s.t.     |
| 4    | Walter Planckaert   | Watney      | a 7'18"  |
| 5    | Freddy Maertens     | Flandria    | s.t.     |
| 6    | Frans Verbeeck      | Watney      | a 7'46"  |
| 7    | Roger De Vlaeminck  | Brooklyn    | s.t.     |
| 8    | Herman Van Springel | Rokado      | s.t.     |
| 9    | Régis Delépine      | Gan-Mercier | a 11'53" |
| 10   | Raymond Poulidor    | Gan-Mercier | s.t.     |